# By
För andra betydelser, se By (olika betydelser).

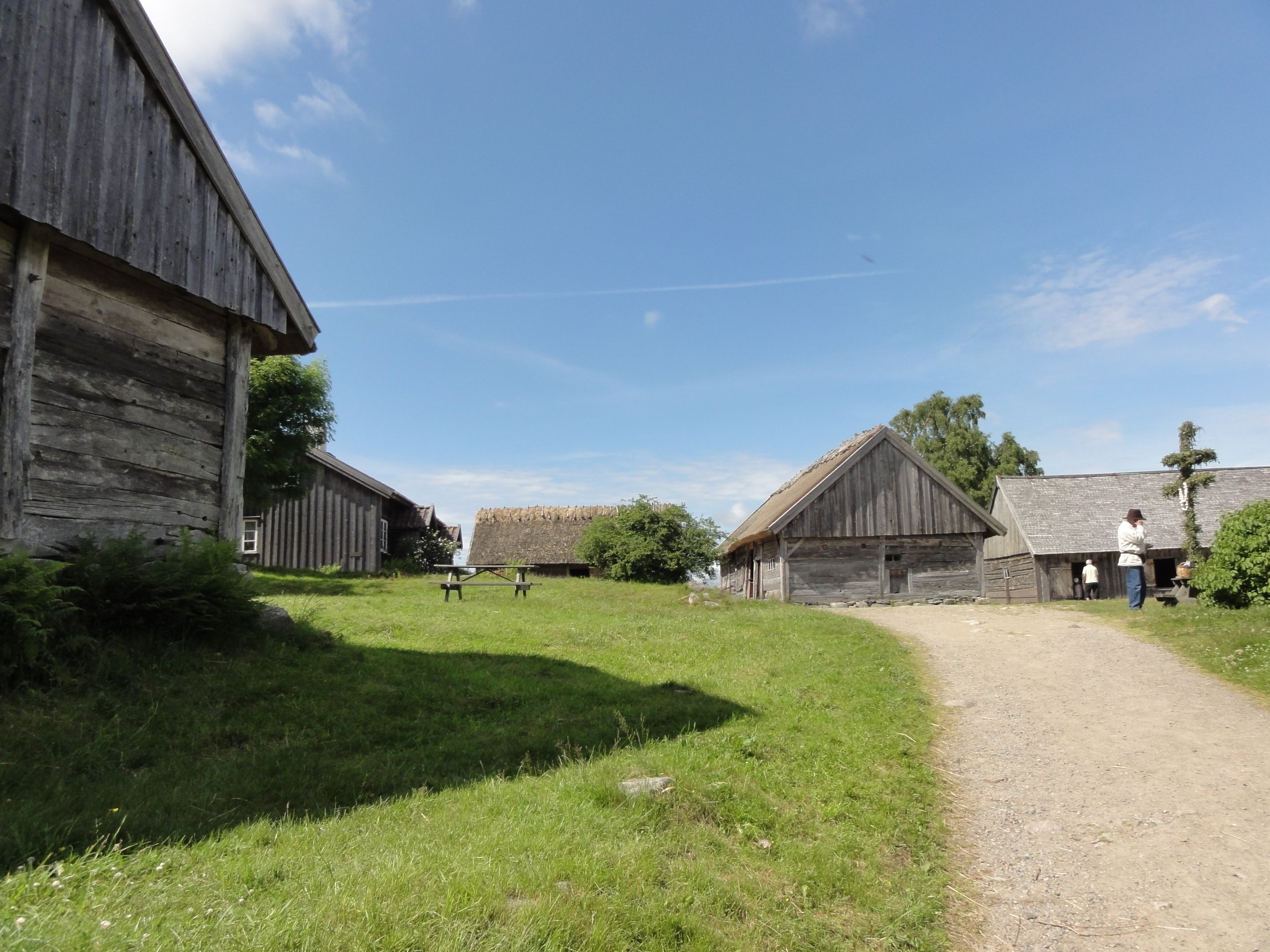
Äskhults by, 35 km söder om Göteborg, består av fyra gårdar och är sedan 1981 ett byggnadsminne av riksintresse.

By (fornsvenska byr, by, av boa, bo) kan på svenska dels beteckna en namngiven ort bestående av minst två närliggande gårdar och eventuellt flera torp på landsbygden, dels vara en vidare, mer juridisk beteckning för en samling gårdar som är eller har varit en samfällighet för gemensamt ägande och brukande av viss mark eller skog – så kallad allmänning. Denna senare definition stämmer fortfarande delvis för samebyar, och stämde innan skiftesreformerna i början av artonhundratalet på de svenska och finska tegskiften som delades av flera gårdar. Benämningen används i första hand om jordbruksbyar men kan även inkludera andra typer av bebyggelse av icke stadsmässig karaktär. Det kan även användas i moderna sammansättningar som semesterby eller fritidsby.

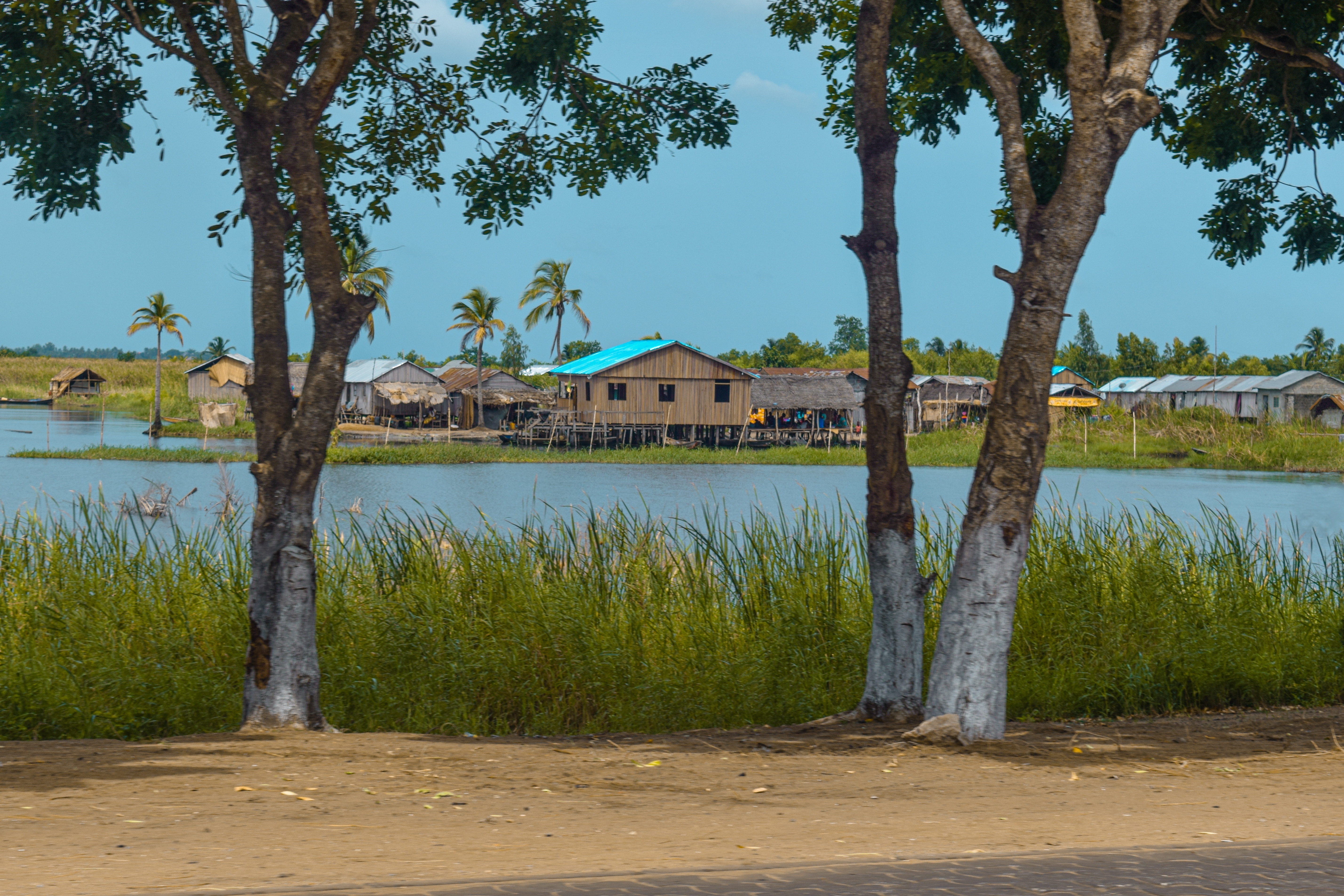
By på landsbygden i Benin

I Syd- och Mellaneuropa är typiska byanläggningar påvisbara ända sedan stenåldern. Under förhistorisk tid har bebyggelsen i Norden däremot mestadels bestått av ensamliggande gårdar. I den mån grupper av bebyggelse har förekommit brukar man kalla dem boplatser. Under järnåldern börjar dom första byarna växa fram i Skandinavien genom hemmansklyvningar på  gårdar, först i södra Sverige och senare i de norra delarna. I vissa landskap har processen varit svag, främst i skogstrakter; i bland annat vissa delar av Norrland, Uppland och västra Sverige med Värmland, Dalsland och Bohuslän har enstaka gårdar dominerat med - i de fall de har förekommit - små och unga byar. Även i Norge och på Gotland är byar sällsynta. På Gotland antas dock tecken tyda på att bebyggelsen ursprungligen har varit organiserad byvis men senare splittrats upp på enskilda gårdar.
På senare tid har etnologer försökt hitta mer entydiga definitioner av byar. Enligt Sigurd Erixon definieras en by som "en grupp om minst tre lantgårdar som ligger så nära ihop att deras odlade arealer eller hemägor berör varandra och är blandade med varandra". Ulf Sporrong definierade senare begreppet som "två eller flera gårdar - tidigare fast bosatta och mantalssatta driftsenheter inom jordbruket med avgränsat ägoområde". Liknande definitioner har ställts upp rörande danska begreppet landsby och det tyska dorf. I nordiska språk har man dock inte skiljt mellan större och små gruppbebyggelser som man har gjort i tyska, franska, spanska och engelska språken. By motsvarar egentligen vanligen det engelska begreppet hamlet, även om vissa byar är större.

## I Sverige och Finland
I svenska och finska kyrkans folkbokföring var husförhörslängden eller församlingsboken indelad efter ortnamn, ofta i bokstavsordning. Orten kunde på landsbygden vara en by, en bruksort eller en ensamgård. Orterna var i sin tur indelade i fastigheter, exempelvis torp, hemman eller gårdar, där varje fastighet i allmänhet hade en egen sida i husförhörslängden. Varje person hade en rad på sidan, och personerna grupperades hushålls/familjevis. Församlingen eller socknen var även indelad i flera rotar, som var och ansvarade för rekrytering av en soldat, finansiering av skola och fattigvård med mera. Varje rote bestod i allmänhet av två gårdar och några torp.
Såväl byn som den jord som tillhörde byn kallades förr även "bolstad" (av bol, gård).
I modern svensk statistik har ordet "by" ingen officiell ställning. Statistiska centralbyrån klassificerar samhällen med 50–199 bofasta invånare som "småorter", men för samhällen med färre än 50 bofasta invånare finns ingen officiell beteckning i SCB:s statistik. De gamla bynamnen finns emellertid på kartor och i lantmäteriets ortnamnsdatabas, där de betecknas med namntypen bebyggelse, vilket även kan beteckna enstaka fastighet.
Byns namn eller ortnamnsefterled, berättar ofta om dess ålder och historia. Inom ortnamnsforskningen försöker man fastställa ursprunget och betydelsen i byars namn, vilket sedan kan användas i historisk, kulturhistorisk, agrarhistorisk och arkeologisk forskning.
Det som i modern svensk statistik kallas småort kan historiskt motsvara en eller flera byar.

## USA
I USA kan en by (village) avse såväl kommunalt självstyre inom väl definierade gränser såväl som mindre tätorter utan sådant självstyre. Exakt hur de kommunala byarna är organiserade och vilka befogenheter de har beror på varje enskild delstats lagar. I delstaten New York finns landets största by i Hempstead, New York med omkring 55 000 invånare. I vissa delstater lyder kommunala byar under exakt samma lagar som andra städer (citys och towns). I andra har byn färre befogenheter än andra typer av kommuner. I vissa fall kan byarna lyda under en annan kommun/stad, då ofta ett township. I andra fall kan byn vara organiserad som ett special district, en kommunal enhet på mycket lokal nivå med specifika syften som mest påminner om svenska samfälligheter med rätt att ta ut skatt från sina invånare.